# Aleksandr Dargomyżski
Aleksandr Siergiejewicz Dargomyżski (ros. Александр Сергеевич Даргомыжский; ur. 2 lutego?/14 lutego 1813 we wsi Troickoje na terenie bielowskiego Ujazdu (gubernia tulska), zm. 5 stycznia?/17 stycznia 1869 w Petersburgu) – rosyjski kompozytor, znany przede wszystkim z twórczości operowej.

## Życiorys
Dargomyżski rozpoczął naukę gry na fortepianie i skrzypcach, śpiewu i teorii muzycznej w domu rodzinnym; w dziedzinie kompozycji był samoukiem. Pierwsze utwory skomponował mając 11 lat, były nimi utwory fortepianowe i romanse. W 1835 roku spotkał Glinkę, który wywarł znaczący wpływ na zainteresowania i studia kompozytorskie Dargomyżskiego. Około 1838 roku skomponował swoją pierwszą operę Esmeralda, której libretto było adaptacją powieści Victora Hugo Dzwonnik z Notre Dame; opera została wystawiona dopiero w 1847 r. w Moskwie i nie zyskała powodzenia. W 1845 roku rozpoczął pracę nad kolejną operą Rusałka, z librettem będącym adaptacją niedokończonego dramatu Puszkina pod tym samym tytułem. Rusałkę wystawiono po raz pierwszy w 1856 roku w Petersburgu, a jej popularność wzrastała w ciągu następnych lat; wielkim sukcesem było wznowienie opery w 1865 roku.
Po 1850 roku Dargomyżski zbliżył się do grupy młodych kompozytorów nazywanej później Potężną Gromadką. Od 1859 był członkiem zarządu Rosyjskiego Towarzystwa Muzycznego, a od 1867 roku – prezesem jego petersburskiego oddziału. W ostatnim okresie życia skomponował trzy utwory symfoniczne: Kozaczek ukraiński, Baba Jaga i Fantazja fińska. Około 1865 roku rozpoczął prace nad swoją ostatnią operą Kamienny gość, z librettem według dramatu Puszkina pod tym samym tytułem; utworu tego nie zdołał jednak ukończyć. Kamiennego gościa wystawiono po raz pierwszy w Petersburgu w 1872 roku, po uzupełnieniu partytury przez Cezara Cui i zinstrumentowaniu całości przez Nikołaja Rimskiego-Korsakowa.

## Znaczenie
Twórczość Dargomyżskiego, objętościowo skromna, jest uważana za istotny łącznik między dorobkiem Glinki a dziełami Potężnej Gromadki. Szczególne zasługi położył w dziedzinie harmoniki, rozwijając chromatykę i wprowadzając skalę całotonową.

## Dzieła
Opery
- Esmeralda (1838)
- Rusałka (1856)
- Kamienny gość (nieukończona)

Utwory symfoniczne
- Kozaczek ukraiński
- Baba Jaga
- Fantazja fińska

Pieśni i utwory chóralne